# Zhang Miao
En aquest nom xinès, el cognom és Zhang.
Zhang Miao (mort el 195 EC), nom estilitzat Mengzhuo (孟卓), va ser un ministre del període de la tardana Dinastia Han Oriental de la història xinesa. Ell en va servir com a prefecte de la Comandància Chenliu, amb el títol de Gran Administrador de Chenliu. Zhang acabaria unint-se a la coalició contra Dong Zhuo.
Durant la campanya Zhang Miao, Liu Dai, Qiao Mao i Yuan Yi es van aquarterar a Suanzao; Yuan Shu va situar la seva guarnició a Nanyang; Kong Zhou a Yingchuan i Han Fu va restar a Ye. Les tropes de Dong Zhuo eren fortes, per la qual cosa Yuan Shao i els altres no es van atrevir a acostar-se a les posicions de Dong. Cao Cao posteriorment va conduir el seu exèrcit a l'oest per ocupar Chenggao. Aleshores Yuan Shao hi era aquarterat a Henei; i Zhang Miao va manar el seu general Wei Zi amb una divisió per ajudar a Cao. Arribant al Riu Bian de Xingyang, ells es van topar amb el general de Dong Zhuo, Xu Rong. Durant la batalla van patir grans baixes i van ser derrotats. Cao va retirar el seu exèrcit de la batalla i va anar a proposar un altre atac als senyors de la coalició que hi eren festivant i mandrejant tot el dia a Suanzao. Zhang Miao formava part d'eixe grup i ell juntament els altres va refusar d'acceptar el suggeriment de Cao. Després de la caiguda de Dong Zhuo a causa del seu assassinat a mans del seu fill adoptiu Lü Bu, els senyors de la guerra de tot arreu del país van començar una sèrie de guerres civils, Zhang Miao va romandre sota les ordres de Cao que començava a erigir-se com una força prominent en tot aquell caos.
En el 194 EC, Zhang Miao i Chen Gong es van revoltar contra el seu senyor Cao Cao, mentre aquest hi era fora dels seus dominis guerrejant contra Tao Qian (per motius personals); i tots dos van acceptar a Lü Bu entre les seves files. Ells van fer amb el control diverses comandàncies i prefectures de Cao, i Lü va esdevenir el líder de la seva força. Tot això va generar un conflicte entre Cao i les forces de Lü Bu, que va desembocar en una sèrie de batalles menors pel control dels voltants i els seus territoris ocupats. Després de la batalla de Dingtao, Lü Bu va entaular una altra batalla més però va ser emboscat per les forces de Cao i derrotat. Això li va obligar a unir-se a Liu Bei en l'est i Zhang Miao el va seguir en el seu viatge, tot i això Zhang va enviar al seu germà petit, Zhang Chao, amb familiars cap a Yongqiu. Cao va assetjar Yongqiu i va anihilar a tots els membres del clan de Zhang Miao. A causa d'això Zhang Miao va viatjar a Yuan Shu per demanar ajuda, però va ser assassinat pels seus subordinats. Cao llavors pacificà Yanzhou i després va envair el territori de Chen en l'est.

## En la ficció
En la novel·la històrica del Romanç dels Tres Regnes de Luo Guanzhong, es conta que Zhang Miao dirigí un exèrcit durant la coalició contra Dong Zhuo. En la coalició Zhang expressà la seva desplaença amb el seu líder, Yuan Shao, i Yuan va voler enviar a Cao Cao per matar-lo. No obstant Cao es va negar, dient que era millor no barallar-se amb amics durant aquests temps turbulents. Se sabia que Zhang era un amic molt proper de Cao Cao, però més tard Zhang es revolta contra ell per suggeriment de Chen Gong. Posteriorment Zhang Miao ajudaria a Lü Bu a capturar la Província de Yan, però la província seria recuperada per Cao Cao.